# Кобанга
Кобанга — река в России, протекает по Вологодской области, в Тотемском районе. Устье реки находится в 22 км от устья реки Царевы по левому берегу. Длина реки составляет 20 км.
Исток находится в болотах около деревни Залесье в 8 км к северо-востоку от деревни Кудринская (центр муниципального образования «Вожбальское») и в 18 км к северо-западу от Тотьмы. Кобанга петляет по заболоченным лесам, генеральное направление течения — юг. Населённых пунктов на реке нет, за исключением деревень Лукинская и Село (обе Муниципальное образование «Калининское»), стоящих при впадении Кобанги в Цареву.

## Данные водного реестра
По данным государственного водного реестра России относится к Двинско-Печорскому бассейновому округу, водохозяйственный участок реки — Северная Двина от начала реки до впадения реки Вычегда, без рек Юг и Сухона (от истока до Кубенского гидроузла), речной подбассейн реки — Сухона. Речной бассейн реки — Северная Двина.
Код объекта в государственном водном реестре — 03020100312103000008183.